# کلنی مورچه

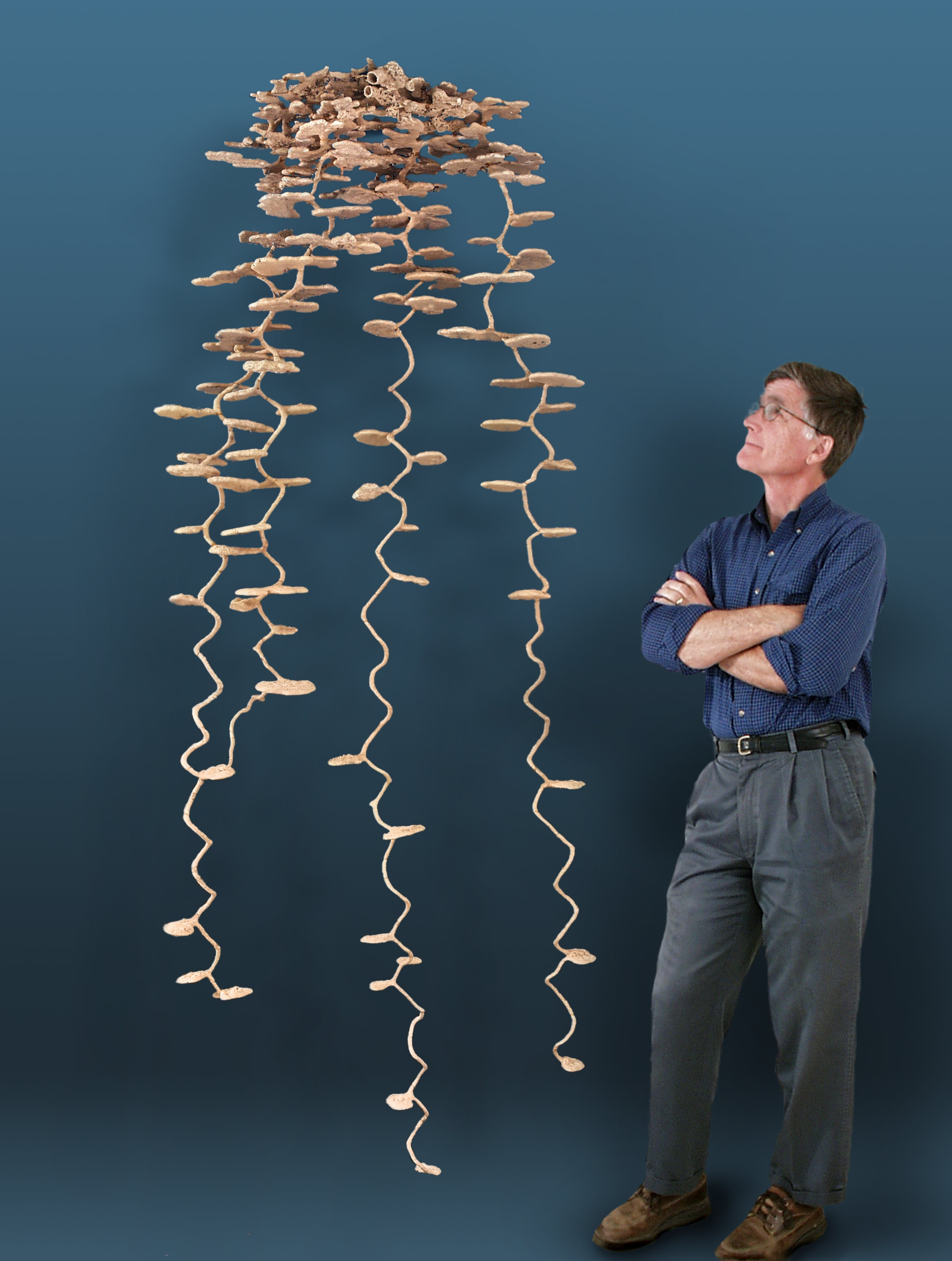
والتر R. Tschinkel در کنار گچ کاری لانه Pogonomyrmex badius

کلنی مورچه‌ها (به انگلیسی: Ant colony) جمعیتی از یک گونه مورچه است که می‌تواند چرخه زندگی کامل خود را حفظ کند. کلنی مورچه‌ها فرااجتماعی، گروهی و به‌طور کارآمد سازماندهی‌شده و بسیار شبیه آنهایی هستند که در دیگر پرده‌بالان اجتماعی یافت می‌شوند، اگرچه گروه‌های مختلف این گونه‌ها به‌طور مستقل از طریق تکامل همگرا، اجتماعی بودن را گسترش دادند. کلنی معمولی متشکل از یک یا چند ملکه تخم‌گذار، تعداد زیادی ماده نازا (کارگر، سرباز) و به‌صورت فصلی، تعداد زیادی نر و ماده جنسی بال‌دار است. به منظور ایجاد کلنی جدید، مورچه‌ها پروازهایی را انجام می‌دهند که در زمان‌های مشخص گونه‌ای از روز یافت می‌شود. انبوهی از جنس‌های بال‌دار (معروف به بال‌دار) از لانه خارج می‌شوند تا به دنبال لانه‌های دیگر بگردند. نرها به همراه بیشتر ماده‌ها مدت کوتاهی پس از آن می‌میرند. درصد کمی از ماده‌ها برای آغاز لانه‌های جدید زنده می‌مانند.